# Ночь перед Рождеством (фильм, 1905)
«Ночь перед Рождеством» (англ. The Night Before Christmas) — немой короткометражный фильм Эдвина Стэнтона Портера. Это самая ранняя киноверсия поэмы Клемента Кларка Мура «Визит Святого Николая». Премьера состоялась в США 16 декабря 1905 года.

## Сюжет
Санта-Клаус кормит оленей и начинает свою работу. В это время все дети в городе дерутся подушками. Санта-Клаус улетает на оленях. Он входит в дом детей и кладёт подарки под ёлку. Дети спускаются и бегут раскрывать подарки.

## Создание
Было отснято 509 метров плёнки (1670 футов) и вдобавок 249 метров плёнки (798 футов). Горы и луна, через которые переезжает на оленях Санта-Клаус, были самодельными. Фильм записан на DVD «Рождественский сочельник».